# Puerta de Osario
La puerta de Osario fue una puerta de acceso situada en el tramo norte de la muralla de la ciudad de Córdoba, comunidad autónoma de Andalucía, España. Se encontraba situada en el extremo de la actual calle de Osario en su confluencia con la plaza de Colón.

## Historia
La primera puerta que se abrió en dicho lugar fue durante la época romana, como desembocadura del cardo maximus. Desde la conquista islámica de la península fue conocida como puerta de los Judíos (Bab al-Yahud), aunque durante el Imperio almohade se la conoció como bab al-Hudá (puerta de la Recta Dirección) debido a la persecución de los judíos en ese momento. La puerta de Osario se crea a partir de dos grandes torres reedificadas después de la conquista cristiana de la ciudad en 1236. Su nombre hace alusión a los abundantes restos óseos hallados en sus cercanías donde al parecer existió una necrópolis extramuros.
En el año 1731, y como consecuencia de la búsqueda de una hospedería para los ermitaños que bajaban a la ciudad que viniera a sustituir a la que mantenían en la ermita de Nuestra Señora de las Montañas, se solicita por parte del ermitaño Francisco de Jesús la cesión por parte del ayuntamiento del espacio entre las dos torres que componían la puerta de Osario.
En el año 1799, se produce la demolición de la muralla que corría entre la puerta de Osario y el convento de Capuchinos. En el año 1831, se entrega el uso a los ermitaños del Desierto de Nuestra Señora de Belén, que rebajaron considerablemente la altura del arco, perdiendo gran parte del encanto de la puerta.
A principios de siglo XX y como consecuencia del estado de las torres, los ermitaños solicitan al ayuntamiento de la ciudad la posibilidad de derribar la puerta de Osario a su costa a cambio de un solar en la calle Caño, así como de 7.000 pesetas, cuestión que fue aceptada por parte del ayuntamiento, produciéndose la demolición en el año 1905.